# Арнгейм, Фёдор Карлович
 Фёдор (Фри́дрих) Ка́рлович Арнге́йм (нем.  Friedrich Arnheim)  (24 июля [5 августа] 1845, Санкт-Петербург — 14 (26) февраля 1893, Санкт-Петербург) —  действительный статский советник,  доктор медицины.
Директор Максимилиановской лечебницы для приходящих больных; старший врач и член попечительского комитета Елизаветинской детской больницы для малолетних детей.
Вице-председатель Санкт-Петербургского Общества детских врачей; один из основоположников Санкт-Петербургской и российской школы врачей-педиатров.

## Биография
Происходил из немецкой семьи евангелическо-лютеранского вероисповедания.
Родился в петербургской семье этнического немца Карла Матиаса Арнгельма (Karl Matthias Arnheim) (1.12.1812 – 3.04.1849). и его жены, повивальной бабки Розалии Марии ур. Блейх (Rosalie Maria Bleich) Род занятий Карла Матиаса установить не удалось. Известно лишь, что он умер, когда сыну было всего 3,5 года. Его кончина стала причиной помещения Фридриха вместе со старшим братом Карлом в сиротский приют при лютеранской церкви Св. Петра.
В 1853 году, вслед за братом, Фридрих Арнгейм поступил в одну из самых престижных в столице — немецкую гимназию Петришуле, в которой кода-то учился и их отец. Успешно окончив её в 1862 году, он поступил в Императорскую медико-хирургическую академию.
В годы, когда Фридрих Карлович учился на врача, курс детских болезней в академии ещё не преподавался. В составе акушерской клиники было лишь 12 педиатрических коек, которыми руководил будущий основатель первой в России кафедры детских болезней Василий Маркович Флоринский. Возможно, этот факт и стал определяющим при выборе Ф. К. Арнгеймом своей будущей профессии. 

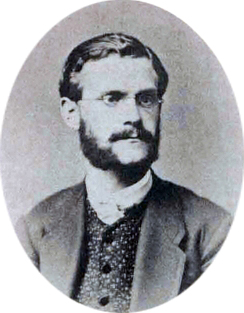
Фёдор Карлович Арнгейм

С окончанием в 1867 году академии и получением звания лекаря, ставший именоваться как Фёдор Карлович, он был направлен в распоряжение Ведомства заведений, находящихся под покровительством вел. кн. Елены Павловны, где был определён лекарем Максимилиановской лечебницы. Почти одновременно с этим назначением, вскоре после открытия 21 мая 1871 года нового здания  детской Елизаветинской больницы для бедных детей у Калинкина моста, Фёдор Карлович был приглашён туда на должность младшего врача. С этого дня начался отсчет его педиатрического стажа. Руководил больницей известный в Петербурге детский врач Владимир Николаевич Рейтц. Под его руководством Ф. К. Арнгейм выполнил и в 1876 году защитил диссертацию на звание доктора медицины под названием «О крупе». Она вошла в первый десяток диссертаций, защищенных в России по педиатрической тематике.
Дальнейшая биография Ф. К. Арнгейма не отличалась большим разнообразием. До конца своей недолгой жизни он продолжил работу в Елизаветинской больнице, где через несколько лет вошёл в состав её попечителей и занял должность старшего врача – заместителя профессора В. Н. Рейтца. Одновременно, в 1891 году Арнгейм был назначен директором Максимилиановской лечебницы. Ещё одним местом его работы была 10-я Санкт-Петербургская гимназия, где он в течение ряда лет исполнял обязанности врача.
В 1885 году Ф. К. Арнгейм стал одним из учредителей первого в России Санкт-Петербургского общества детских врачей. Он входил в состав правления общества и был его вице-председателем в 1890–1891 гг..
Потенциал Фёдора Карловича был далеко ещё не исчерпан, когда в 1893 году, в возрасте 47 лет на пике карьеры он неожиданно скончался. Похоронили одного из первых российских педиатров, доктора медицины Ф. К. Арнгейма на семейной площадке Волковского лютеранского кладбища рядом с отцом и братом. Могила не сохранилась.

## Научно-практический вклад в педиатрию

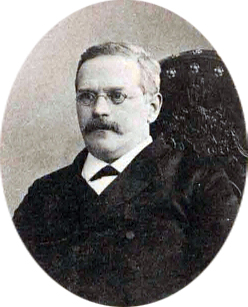
Фёдор Карлович Арнгейм

В Санкт-Петербурге Ф. К. Арнгейм пользовался заслуженным авторитетом клинициста, великолепно разбирающегося в патологии раннего детского возраста. Вместе с тем, оставил он свой след и в науке, где одним из первых занялся изучением возрастных аспектов теплообмена и терморегуляции. Его оригинальное изобретение - термофеугоскоп, предназначенный для измерения теплоотдачи, хотя и не нашёл широкого применения, позволил осуществить одну из первых попыток количественной оценки терморегуляции как в норме, так и при различных лихорадочных заболеваниях у детей. Кроме того, этот прибор оказался прообразом индивидуальных портативных мониторов различных биосигналов, нашедших своё распространение лишь в конце XX века.
Сохранилась информация о нескольких научных работах Ф. К. Арнгейма, хотя известно, что число их было существенно больше:
- Арнгейм Ф. К. О крупе : Дис. на степ. д-ра мед. Ф. Арнгейма, ординатора Елисавет. клин. больницы для малолет. детей. — СПб.: тип. и хромол. А. Траншеля, 1876. — 97 с. — (Серия докторских диссертаций).
- Арнгейм Ф. К. Термофеугоскоп, карманный прибор для определения потери тепла кожею. — СПб.: тип. Я. Трей, 1888. — 8 с.
- Арнгейм Ф. К. О кожной перспирации и об отдаче тепла при частичном смазывании кожи здоровых людей. — СПб.: тип. П.И. Шмидта.
- Arnheim F. Über den Hämoglobingehalt des Blutes in einigen exanthematischen Krankheiten der Kinder. — Jahrb. f. Kinderheilk, 1878. — Т. XIII.
- Arnheim F. Über das Verhalten des Wärmeverlustes, der Hautperspiration und den Blutdruck bei verschiedenen fieberhaften Krankheiten. — Ztschr. f. klin. Med. — Т. V.
- Arnheim F. Ein neuer thermoelektrischer Apparat zur Messung der Hautstrahlung. — Ib. — Т. XII.
- Arnheim F. Zur Frage über das Firnissen der menschlichen Haut. — Ib. — Т. XIII.

## Награды
- орден Святого Станислава 2-й ст. (1876);
- орден Святой Анны 2-й ст. (1879);
- орден Святого Владимира 3-й ст. (1885)[9].

## Семья
- Жена – Анна Карловна Арнгейм. У них сын – Фёдор Фёдорович Арнгейм.

## Адреса в Петербурге
В студенческие годы вместе с матерью и братом Ф. К. Арнгейм проживал по адресу: Миллионная ул., д 34. Позже он снимал квартиру в доме № 52 по Казанской ул.